# Here Is Gone
«Here Is Gone» es una canción del grupo estadounidense de rock alternativo Goo Goo Dolls. Una canción sobre el anhelo de una relación más profunda con alguien, "Here Is Gone", se lanzó el 11 de marzo de 2002 como el sencillo principal del séptimo álbum de estudio de la banda Gutterflower (2002). 
La canción alcanzó el puesto número 18 en la lista de Billboard Hot 100 de Estados Unidos y el número tres en el Adult Top 40. El sencillo también alcanzó el puesto número 17 en Nueva Zelanda, convirtiéndose en el segundo éxito del grupo en entrar en el top 20 allí.

## Composición
El líder John Rzeznik dijo que el sencillo es "una canción un tanto cínica sobre una relación muy casual en la que simplemente quieres algo más". Explicó que vivir a 4800 kilómetros de casa estando soltero y "tratando de resolver las cosas" era básicamente lo que estaba pasando en este proceso.

## Video musical
El video fue dirigido por Francis Lawrence, retrata una historia algo vaga con múltiples interpretaciones, desde una visita literal de espíritus hasta una rebelión figurativa contra la sociedad completamente "construida". Durante un comentario que la banda hizo sobre el video musical en 2008, el bajista Robby Takac describió lo que el video debía representar: "La idea era que íbamos a vivir un día entero en muy poco tiempo". La filmación del video se realizó principalmente en Lancaster, California.

## Lista de canciones
A. "Here Is Gone" (versión álbum) – 4:00
B. "Big Machine" (versión álbum) – 3:10

## Posicionamiento en lista
| Lista (2002)                             | Mejor posición |
| ---------------------------------------- | -------------- |
| Australia (ARIA)                         | 40             |
| Canada Radio (Nielsen BDS)               | 1              |
| Canada CHR (Nielsen BDS)                 | 4              |
| Estados Unidos (Billboard Hot 100)       | 18             |
| Estados Unidos (Adult Alternative Songs) | 3              |
| Estados Unidos (Adult Top 40)            | 3              |
| Estados Unidos (Alternative Airplay)     | 21             |
| Estados Unidos (Mainstream Top 40)       | 15             |
| Estados Unidos (Mainstream Rock)         | 29             |
| Europe (European Hit Radio)              | 36             |
| Nueva Zelanda (Recorded Music NZ)        | 17             |
| Poland (Nielsen Music Control)           | 12             |
| Quebec Airplay (ADISQ)                   | 1              |
| Reino Unido (UK Singles Chart)           | 100            |
| Reino Unido (UK Rock & Metal)            | 10             |